# Endocincta punctata
Endocincta punctata är en plattmaskart som beskrevs av Crezee 1975. Endocincta punctata ingår i släktet Endocincta och familjen Solenofilomorphidae. Arten är reproducerande i Sverige. Inga underarter finns listade i Catalogue of Life.